# Xiquila, Soledad Atzompa
Xiquila är en ort i Mexiko.   Den ligger i kommunen Soledad Atzompa och delstaten Veracruz, i den sydöstra delen av landet, 220 km öster om huvudstaden Mexico City. Xiquila ligger 2 537 meter över havet och antalet invånare är 748.
Terrängen runt Xiquila är kuperad åt sydost, men åt nordväst är den bergig. Runt Xiquila är det ganska tätbefolkat, med 120 invånare per kvadratkilometer. Närmaste större samhälle är Orizaba, 18,6 km nordost om Xiquila. I omgivningarna runt Xiquila växer i huvudsak blandskog.